# Anna König Jerlmyr
Anna Margaretha König Jerlmyr, tidigare Anna König, född 9 maj 1978 i Gamla Uppsala församling i Uppsala, är en svensk politiker (moderat). Hon var gruppledare för Moderaterna i Stockholms kommun 2014–2022 och finansborgarråd 2018–2022. Hon var ordinarie riksdagsledamot 2006–2010, invald för Stockholms kommuns valkrets.

## Biografi
König Jerlmyr är kommunikationskonsult och har tidigare bland annat arbetat på Lotsen kommunikation, Moderata samlingspartiets riksorganisation, finansroteln i Stockholms stad, Adcore AB och Hill & Knowlton.
König Jerlmyr var den tredje mest kryssade ledamoten i Uppsala kommunfullmäktige efter valet 1998 och i riksdagsvalet i Sverige 2006 var hon, efter Fredrik Reinfeldt, den mest kryssade moderaten i Stockholms kommuns valkrets.
Som oppositionsborgarråd drev König Jerlmyr bland annat presenterat förslag om att gräva ned Centralbron i centrala Stockholm och att bygga bostäder på Loudden.
I kommunalvalet 2018 var König Jerlmyr den mest kryssade politikern i Stockholms stad med 12 312 personkryss.
Efter kommunalvalet 2018 inledde König Jerlmyr förhandlingar med Liberalerna, Miljöpartiet, Centerpartiet och Kristdemokraterna för att styra Stockholms stad. Förhandlingarna resulterade i en grönblå koalition som röstades igenom på Stockholms stads kommunfullmäktige den 15 oktober 2018. König Jerlmyr valdes till finansborgarråd.
Efter moderaternas valförlust i kommunalvalet 2022 meddelade König Jerlmyr att hon avgår senast vid årsskiftet.
I mars 2024 utsågs hon till ny vd i Arwidssonstiftelsen.

### Riksdagsledamot
König Jerlmyr var riksdagsledamot 2006–2010. I riksdagen var hon ledamot av arbetsmarknadsutskottet 2006–2010 och näringsutskottet 2010. Hon var även suppleant i försvarsutskottet och OSSE-delegationen.
Hon blev återvald som riksdagsledamot i valet 2010, men avsade sig uppdraget i oktober 2010. Till ny ordinarie riksdagsledamot från och med 19 oktober 2010 utsågs Jessica Rosencrantz.